# Fūrinkazan

Fūrinkazan

Fūrinkazan (jap. 風林火山, dt. „Wind, Wald, Feuer und Berg“) ist die Standarte von Takeda Shingen in der Sengoku-Zeit. 
Es handelt sich dabei um ein auf vier Zeichen (Yojijukugo) abgekürztes Zitat aus Kapitel sieben Passage 13 und folgende des Buchs Die Kunst des Krieges von Sunzi (Suntsu). 
Es spiegelt den militärischen Leitspruch des Sengoku-Daimyōs wider: 
- Vers 13: 故其疾如風、其徐如林 „Geschwindigkeit des Windes, Geschlossenheit des Waldes.“
- Vers 14: 侵掠如火、不動如山 „Einfallen und Verwüsten wie Feuer. Unbeweglich (Unumschwenkbar) wie ein Berg.“

## Über den Urheber der Standarte
Shingen galt als unbesiegt und hatte nur einige unentschiedene Schlachten mit Uesugi Kenshin, seinem Erzrivalen.
Er beschäftigte sich als Anhänger des Rinzai-shū (Buddhismus) mit chinesischer Literatur und Sunzi blieb ihm als einer der berühmtesten antiken chinesischen Militärstrategen dabei nicht verborgen.

## Heutige Verwendung
- Der Profi-Fußballverein Ventforet Kofu aus Kōfu verwendet die Standarte als Vereinsmotto.
- Man sieht den Spruch beim Shingen-kō Matsuri.
- Er ist an jedem der zahlreichen Tempel und Schreine, die mit Takeda Shingen in Verbindung gebracht werden, zu sehen.
- Es ist der Titel eines Romans von Yasushi Inoue, der auch mehrfach filmisch adaptiert wurde.
- Das Motto erscheint in Medien, Bezeichnungen und Videospielen in Japan und China.
- Er wird noch heute als Standarte im Takeda Ryu Nakamura Ha verehrt.[1]
- Gleichermaßen erfolgt diese auch im Takeda Ryu Kobilza Ha (www.takedaryu.at)

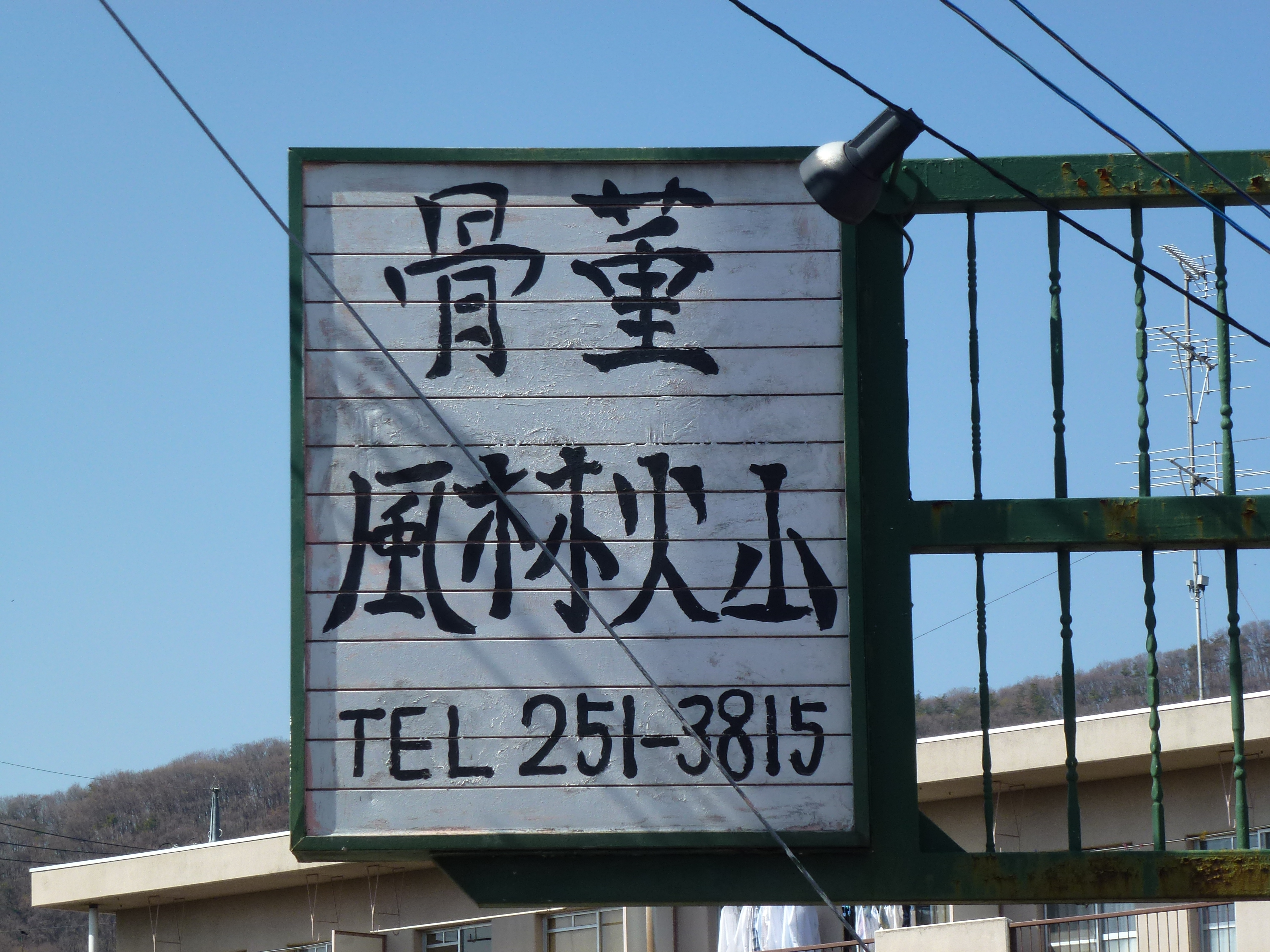
Verwendung des Mottos als Name für einen Antiquitätenladen.